# Vĩnh Thanh, Hà Nội
Vĩnh Thanh là một xã thuộc thành phố Hà Nội, Việt Nam.
Xã được hình thành trên cơ sở sáp nhập một phần các xã Tàm Xá, Xuân Canh, Vĩnh Ngọc, Kim Chung, Hải Bối, Kim Nỗ thuộc huyện Đông Anh cũ, trong đợt Sáp nhập tỉnh, thành Việt Nam 2025.

## Hành chính
Xã Vĩnh Thanh được thành lập theo Nghị quyết số 1656/NQ-UBTVQH15 của Ủy ban Thường vụ Quốc hội Việt Nam, ban hành ngày 16 tháng 6 năm 2025. Theo đó, sắp xếp một phần diện tích, dân số các xã Tàm Xá, Xuân Canh, Vĩnh Ngọc, Kim Chung, Hải Bối, Kim Nỗ thuộc huyện Đông Anh cũ thành xã mới có tên gọi là xã Vĩnh Thanh.

## Địa lý
Sau sắp xếp xã có diện tích tự nhiên 22,52 km2, quy mô dân số 64.698 người. Xã có vị trí địa lý:
- Phía Bắc giáp xã Phúc Thịnh
- Phía Tây giáp xã Thiên Lộc
- Phía Đông giáp xã Đông Anh
- Phía Nam giáp phường Phú Thượng và Hồng Hà qua sông Hồng.[5]

## Hành chính
Trụ sở xã đặt tại thôn Đồng Nhân, xã Hải Bối cũ.